# Corte di Casale
La Corte di Casale (in latino Curtis Casalensis) era una speciale pieve amministrativa del Ducato di Milano costituitasi negli inizi del Quattrocento con capoluogo Canzo, anche se le prime evidenze di tale associazione, seppur con il nome di "Squadra di Canzo", risalgono al 1346. La sua particolarità deriva dal fatto di non essere nata dall'organizzazione decentrata di un potere superiore (Ducato, Arcidiocesi), ma dal basso, come federazione di autorità territoriali, e solo successivamente inquadrata nel sistema delle pievi.

## Storia
Prima dell'anno mille il termine "corte" indicava un insieme territoriale di villaggi e cascine (ville) vicine con caratteristiche tipologiche e sociali simili. La zona di Canzo era legata al monastero di Sant'Ambrogio di Milano, fondato nell'anno 784 dall'arcivescovo Pietro Oldrato. Risalgono probabilmente a questo periodo i primi accordi tra i centri abitati che avrebbero costituito la Corte di Casale. Come suggerisce il nome, infatti, e come conferma l'organizzazione interna di questa unità territoriale, si tratterebbe di una istituzione precedente al suo ufficiale riconoscimento da parte del Ducato, che affonda le sue radici nell'Alto Medioevo. La denominazione, evitando il nome del capoluogo Canzo, tradisce una struttura federativa paritaria tra i comuni, fondata probabilmente, come nel caso della Corte di Monza – unico altro caso in cui si riscontra tale denominazione applicata a una pieve civile –, su un'unità e su dei privilegi di matrice spirituale, quali i legami con l'Abbazia di San Pietro al Monte e la presenza di terreni appartenenti tanto al Capitolo di Sant'Ambrogio di Milano quanto al Capitolo del Duomo di Monza.
In un primo tempo, dopo l'anno Mille, secondo le ordinarie dinamiche del Milanese il territorio fu inglobato in una pieve, nello specifico la Pieve di Incino, all'interno della quale nel 1346, sotto la dominazione dei Visconti, fu formata la Squadra di Canzo, che comprendeva un insieme di piccole comunità riunite a scopo elettorale: secondo un antico modello romano infatti, usualmente le pievi erano ripartite in quattro squadre che non costituivano organi amministrativi ma bensì circoscrizioni a fini fiscali, censuari, statistici e, appunto, elettorali, come collegi per determinare i seggi al Consiglio generale della pieve. Queste stesse località, nel 1403, costituiranno la Corte di Casale di cui Canzo fu capoluogo, comprendendo le terre di Canzo, Caslino, Castel Marte, Longone, Proserpio, Carella, Mariaga, Penzano, e cascine sparse nei dintorni; la Corte di Casale faceva parte del Contado della Martesana.
I motivi per cui la Corte riuscì ad affrancarsi dalla Pieve di Incino divenendo nei fatti, anche se non nel titolo, una pieve a sé, sono oggetto di insoluto dibattito storiografico. Se da un lato si può notare come l'importante forza demografica di Canzo mal si conciliasse con l'assenza di una sua autonoma rappresentanza negli organi provinciali a Milano, non si può non notare come il 15 luglio 1472 la corte fu concessa da Galeazzo Maria Sforza ad Antonio e Damiano Negroni detti "i Missaglia" armaioli, la cui discendenza si estinse nel XVII secolo, quando il conte Marco Antonio Missaglia, senza figli, lasciò i propri possedimenti alle due sorelle. Si può quindi ipotizzare che i feudatari siano riusciti a guadagnarsi un potere proprio talmente grande da elevare nei fatti il loro feudo al rango di baronia, dandogli una configurazione separata. 
Dal Rinascimento dunque, il canzese costituì una circoscrizione amministrativa con un proprio Consiglio generale. Questo processo storico non deve comunque stupire, dato che in quei secoli il potere statale non aveva alcun interesse ad interferire con quello locale fintanto quanto gli venisse garantito quello che era il suo principale interesse, ossia il gettito fiscale. La struttura amministrativa si evolse dal basso, senza alcun inquadramento legislativo, e dunque la formazione di entità anomale non poteva nei fatti escludersi. Nel 1677, dopo duecento anni di appartenenza ai Missaglia, la Corte di Casale fu restituita alla camera di Milano, e venne affidata al marchese Flaminio Crivelli, che introdusse nel territorio, accanto all'attività agricola, l'industria della seta, facendo nascere così le prime filande. A Canzo risiedeva il podestà, capo civile del governo e dell'amministrazione giudiziaria locale del feudo; la sua sede era chiamata pretorio e vi si trovavano anche le carceri.
Nel XVIII secolo Canzo viene nominata come capopieve in alcuni documenti. L'Imperatrice Maria Teresa, nella sua opera razionalizzatrice di stampo illuminista, espanse ulteriormente la corte annettendogli anche Carella e Penzano, ossia i nuclei della moderna Eupilio, sempre staccandoli dalla Pieve di Incino.
La storia quadrisecolare della Corte di Casale ebbe fine nel 1797 quando, al seguito dell'armata di Napoleone, i rivoluzionari giacobini cancellarono la vecchia mappa amministrativa sostituendola con un'uniforme ripartizione in distretti.

### Territorio
Nella seconda metà del XVIII secolo, il territorio della corte era così suddiviso:
| Pieve civile              |
| Comune di Canzo           |
| Comune di Carella         |
| Comune di Caslino         |
| Comune di Cassina Mariaga |
| Comune di Castel Marte    |
| Comune di Longone         |
| Comune di Mariaga         |
| Comune di Penzano         |
| Comune di Proserpio       |

Dal punto di vista ecclesiastico, tutto il territorio era a quel tempo incluso nella Pieve di Santa Maria di Erba.

## Il vicariato foraneo

Basilica prepositurale plebana di Santo Stefano protomartire

Ecclesiasticamente si hanno notizie certe della "canonica di Santo Stefano protomartire in Canzo", dell'esistenza in essa di un fonte battesimale e del suo rettore sin dal XIV secolo: nella storia di san Miro viene riportato che l'eremita ricevette il battesimo e in seguito, nel 1318, a dodici anni, la prima comunione presso Canzo. Secondo alcuni storici tuttavia – tra cui i padri bollandisti – la vita di san Miro sarebbe stata collocata erroneamente nel Trecento, mentre in realtà sarebbe più antica. Attualmente si ritiene che san Miro sia vissuto nel Duecento.
Il riferimento all'esistenza di un fonte battesimale in quest'epoca è significativo per comprendere l'importanza che Canzo e la sua chiesa avevano già assunto anche dal punto di vista ecclesiastico, poiché  il fonte battesimale era presente solo nelle chiese "madri" (alcune delle quali poi divenute capopievi con la prima organizzazione dell'arcidiocesi), dove venivano battezzati, insieme, i catecumeni della comunità.
Canzo doveva essere sede parrocchiale nel 1455: negli atti della visita pastorale dell'arcivescovo di Milano, Gabriele Sforza, viene citata la riunione di tutti i sacerdoti della pieve, tenutasi ad Incino nel giugno di quell'anno, e fra questi è citato il sacerdote Giovanni Frigerio, rettore della chiesa di Santo Stefano di Canzo. Francesco Bernardino Cermenati, visitatore delegato dell'arcivescovo di Milano Carlo Borromeo, confermò nel 1569 lo stato di parrocchia, citandone il rettore e descrivendone le attività La parrocchia era posta sotto la pieve di Villincino e nel 1584 venne inserita sotto il vicariato del preposto di Erba e nella regione V dell'arcidiocesi. Il patrono era santo Stefano protomartire, la cui festa viene celebrata ancor'oggi a Canzo il 26 dicembre.
Il 21 aprile 1899 papa Leone XIII, con decreto e bolla pontificia, e il cardinale Andrea Ferrari istituirono la prepositura prima e il vicariato poi. Il decreto papale concesse in perpetuo ai parroci di Canzo non ad personam sed pro tempore il titolo di prevosti elevando la parrocchia a prepositura. Nella stessa data venne creato il vicariato foraneo in loco di Canzo. Nel 1906 il cardinale Ferrari istituì il vicariato foraneo di Canzo (1906-1971), avente giurisdizione sulle parrocchie di Caslino d'Erba, Castelmarte, Corneno, Galliano, Longone al Segrino e Proserpio, che già erano appartenute alla corte di Casale.
Con il sinodo Colombo del 1971 vennero riordinati tutti i vicariati foranei esistenti creando nuove entità ecclesiastico-territoriali denominate decanati. Tale sinodo, pertanto, sancì la fine del potere giurisdizionale dei prevosti territoriali i quali, continuarono tuttavia a mantenere il titolo in via onorifica. Il vicariato foraneo di Canzo venne così diviso: sei parrocchie passarono al nuovo decanato di Erba, mentre la prepositura di Canzo passò al decanato di Asso-Canzo, tutt'oggi esistente. Il Vicariato è stato scorporato ma giuridicamente continua tutt'oggi a vivere, sebbene solo con la prepositura di Canzo, nel decanato di Asso-Canzo.
Fra gli ultimi vicari si ricorda l'importante figura del prevosto mons. Gino Molon, importante scrittore e traduttore di innologia ambrosiana.

### Basilica prepositurale
(San Carlo Borromeo, 1574)

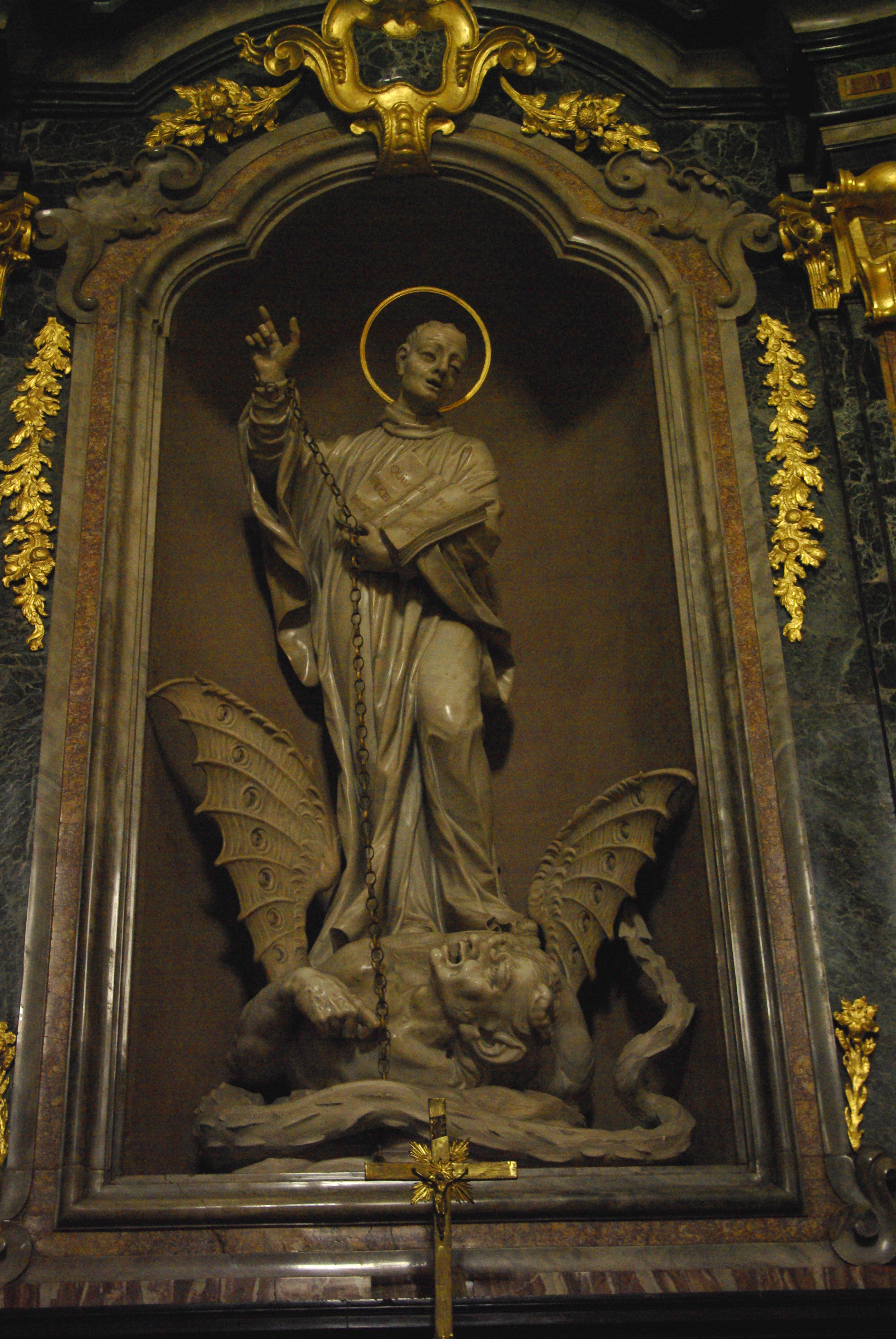
La statua di San Bernardo che schiaccia il demonio.

I primi dati riguardanti la basilica si riscontrano nel Liber notitiae cleri ecclesiae madiolanensis redatto nel 1398, in cui è citata fra le ventotto chiese (citata però come canonica) che fanno capo alla pieve di Incino.
Nel 1574 la chiesa è descritta negli atti della visita dell'arcivescovo Carlo Borromeo: presenta cinque altari ed ospita un crocefisso ligneo.
Nel 1726 iniziarono i lavori di ampliamento che terminarono nel 1728 trasformando il precedente edificio in una chiesa barocca. Questa conserva i cinque altari già citati e affreschi di David Beghè e di Mario Albertella, nonché statue in marmo di carrara della Vergine, di Sant'Antonio abate e di San Bernardo, opere del 1777 di Elia Vincenzo Buzzi, scultore attivo presso il Duomo di Milano.
Nel 1752 l'arcivescovo di Milano Pozzobonelli consacrò la basilica..
Nel 1818, ad opera dell'ingegner Bovara di Lecco, venne aggiunto il campanile e nel 1828 la basilica acquistò l'organo, tuttora esistente e funzionante, opera dei fratelli Serassi di Bergamo.
La chiesa acquisì il titolo di "basilica prepositurale plebana" nel 1899 con la creazione del vicariato foraneo in loco di Canzo. La sua giurisdizione fu estesa anche ad altre parrocchie nel 1906, con decreto del cardinale Andrea Ferrari..